# ベンジャミン・エルマン
ベンジャミン・A・エルマン (Benjamin A. Elman, 本杰明・艾尔曼, 1946年 -) は、アメリカ合衆国の東洋学者・中国学者。プリンストン大学名誉教授。専門は近世以降の中国思想史・文化史・社会史、東アジア文化交流史（清朝考証学、科挙、中国知識人史、中国科学史、インテレクチュアル・ヒストリーなど）。

## 略歴
1968年ハミルトン大学で学士号取得。同年から1971年まで、平和部隊に参加しタイ王国で医療支援に従事。1972年ニューヨーク州保健局に勤務。1973年アメリカン大学で修士号取得。台湾と日本への留学を経て、1980年ペンシルベニア大学でネイサン・セビンとスーザン・ネイキン(Susan Naquin)のもとPh.D取得。以後、コルビー大学、ミシガン大学、ライス大学、カリフォルニア大学ロサンゼルス校、プリンストン高等研究所に勤め、2002年プリンストン大学教授に就任。
プリンストン大学では、東アジア研究学部長、58年卒ゴードン・ウー記念中国研究冠教授などを歴任し、名誉教授となった。

## 主な書籍
- Elman, Benjamin A. (2001) [1984]. From Philosophy to Philology: Intellectual and Social Aspects of Change in Late Imperial China (2 ed.). Univ of California Los Angeles. ISBN 978-0674325258
  - 日本語訳: B.A.エルマン著 著、馬淵昌也・林文孝・本間次彦・吉田純 訳『哲学から文献学へ: 後期帝政中国における社会と知の変動』知泉書館、2014年。ISBN 978-4862852007。（原著第2版の訳）
  - 中国語訳: 艾尔曼、赵刚訳《从理学到朴学：中华帝国晚期的思想与社会变化面面观》江苏人民出版社, 1995年。ISBN 978-7214014429。（原著初版の訳）
- (1990). Classicism, Politics, and Kinship: The Ch'Ang School of New Text Confucianism in Late Imperial China. Berkeley: University of California Press. ISBN 978-0520066731
  - 中国語訳: 艾尔曼、赵刚訳《经学、政治和宗族：中华帝国晚期常州今文学派研究》江苏人民出版社, 1998年。ISBN 978-7214019622
- with Alexander Woodside, ed.,    (1994). Education and Society in Late Imperial China, 1600-1900. Berkeley: University of California Press. ISBN 978-0520082342
- (2000). A Cultural History of Civil Examinations in Late Imperial China. Berkeley: University of California Press. ISBN 978-0520215092
  - 日本語一部訳: 高津孝「［翻訳］ベンジャミン・A・エルマン 「感情的苦悶、成功への夢、試験生活」（上）」『鹿児島大学法文学部紀要人文学科論集』第85巻、2018年。
- with John Duncan and Herman Ooms, ed.,    (2002). Rethinking Confucianism: Past and Present in China, Japan, Korea, and Vietnam. University of California Los Angeles. ISBN 978-1883191061
- (2005). On Their Own Terms: Science in China, 1550-1900. Cambridge, Massachusetts: Harvard University Press. ISBN 978-0674016859
  - 中国語訳: 本杰明・艾尔曼、原祖杰等訳《科学在中国 (1550-1900)》中国人民大学出版社, 2016年。ISBN 978-7300219509
- (2006). A Cultural History of Modern Science in China. Cambridge, Massachusetts: Harvard University Press. ISBN 978-0674023062
- 本杰明・艾尔曼《经学・科举・文化史 艾尔曼自选集》中华书局, 2009年。ISBN 978-7101071191
- 本杰明・艾尔曼、王红霞等訳《中国近代科学的文化史》上海古籍出版社, 2019年。ISBN 9787532593811

## 主な論文
- ―― (1977). Yen Jo-Chü's Debt to Sung and Ming Scholarship. Ch'ing-shih wen-t'i 3 (7), 105-113.
  - Benjamin A. Elman著、濱口富士雄訳「閻若璩の宋明儒学に存する依存」『斯文』82号、斯文会、1979年。NAID 40001614244
- (1991). “Political, Social, and Cultural Reproduction Via Civil Service Examinations in Late Imperial China”. The Journal of Asian Studies 50 (1):  7-28. doi:10.2307/2057472. JSTOR 2057472.
  - Benjamin A. Elman, 秦玲子「再生産装置としての明清期の科挙」『思想』第810号、岩波書店、1991年12月、95-112頁、doi:10.11501/3199509、ISSN 03862755、NAID 40001546963、全国書誌番号:00010061。
- ―― (1993). “Where Is King Ch’eng?”: Civil Examinations and Confucian Ideology during the Early Ming, 1368-1415. T’oung Pao, 79(1/3), 23-68. JSTOR 4528582
  - B・エルマン著、伊東貴之訳「「成王は何処に？」-明朝初期における儒学と帝政イデオロギー」『中国-社会と文化』7号、1992年。NDLJP:4424487/70
- B・エルマン著、恩田裕正訳「明代後期科挙における自然学」『中国-社会と文化』11号、1996年。NDLJP:4424491/46
- ベンジャミン・エルマン「地域史とグローバルヒストリーの一体的なアプローチによる東アジア近世史の再考」『グローバルヒストリーと東アジア史』羽田正編、東京大学出版会、2016年。ISBN 978-4130203036
- ベンジャミン・A・エルマン著、田尻健太訳「明朝初期の皇帝権力・文化政策・科挙」『東アジアの王権と秩序――思想・宗教・儀礼を中心として』伊東貴之編、汲古書院、2021年。ISBN 9784762966965

## 関連文献
- 平田昌司・唐澤靖彦・高嶋航「報告2:「明清科挙制度の文化史的研究」討論会開催報告」『ニューズレター 古典学の再構築』第8号、2000年11月、91-101頁。
- 平田昌司「〈批評・紹介〉Benjamin A. Elman, A Cultural History of Civil Examinations in Late Imperial China」『東洋史研究』第61巻第2号、東洋史研究會、2002年、329-337頁、doi:10.14989/155422、hdl:2433/155422、ISSN 0386-9059。
- 吉田純「書評 エルマン著『哲学から文献学へ』」『中国 : 社会と文化』第9号、中国社会文化学会、1994年6月、ISSN 0912-9308。NDLJP:4424485/165
- 大道寺慶子「（書評・紹介）Benjamin A. Elman (ed.), Antiquarianism, Language, and Medical Philology: From Early Modern to Modern Sino-Japanese Medical Discourses」『科学史研究』第280号、日本科学史学会、2017年1月、178-181頁、doi:10.34336/jhsj.55.280_354、ISSN 2435-0524。
- アンソニー・グラフトン 著、ヒロ・ヒライ 監訳・解題、福西亮輔 訳、『テクストの擁護者たち : 近代ヨーロッパにおける人文学の誕生』勁草書房〈bibliotheca hermetica叢書〉、2015年。ISBN 978-4-326-14828-8。（82-84頁でElman 1984を紹介）